# Geshe Rabten

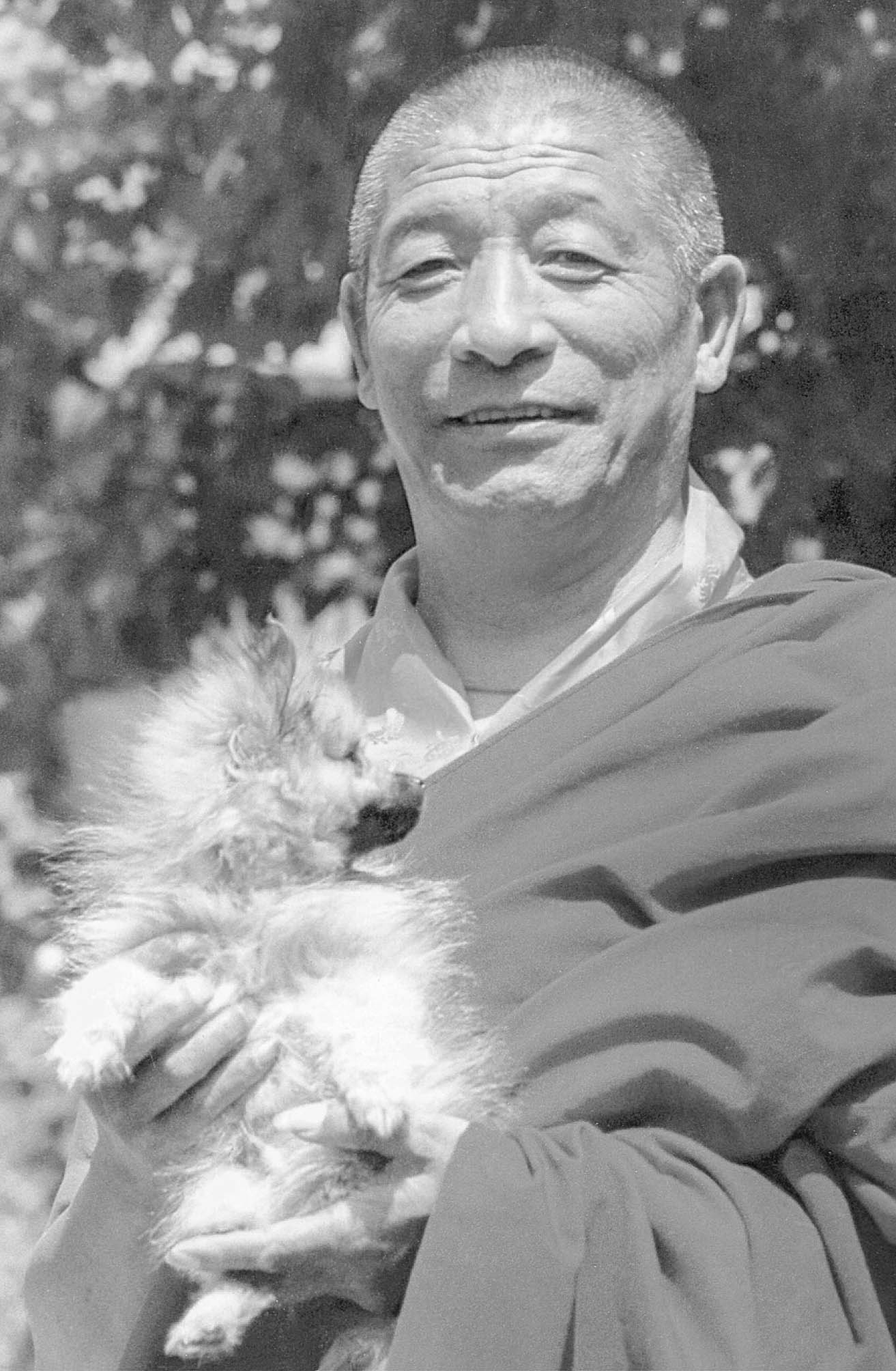
Geshe Rabten

Geshe Rabten (* 1920 in Osttibet; † 1986) war ein tibetisch-buddhistischer Mönch.
Vor der Flucht nach Indien studierte er im Kloster Sera bei Lhasa, wo er die Prüfung zum Geshe Lharampa ablegte. Später verbrachte er viele Jahre in intensiven Meditationsklausuren, diente dem 14. Dalai Lama als philosophischer Assistent und kam 1975 auf Grund wiederholter Bitten westlicher Schüler, die an einem ernsthaften Studium des tibetischen Buddhismus interessiert waren, in die Schweiz. 1977 gründete er das Tibetische Hochschul-Institut Rabten Choeling, in Le Mont-Pèlerin oberhalb Vevey am Genfersee; im Lauf der Jahre folgten weitere Studienzentren in Österreich (Letzehof) und Deutschland. Geshe Rabten ist außerdem Autor einer Reihe von bedeutenden Büchern über den Buddhismus.